# Хрисомаллис, Янни
Янни Хрисомаллис (греч. Γιάννης, Ιωάννης Χρυσομάλλης, род. 14 ноября 1954[…], Каламата) — греческий композитор, дирижёр, пианист и аранжировщик
. Основатель музыкальной группы «Yanni», исполняющей инструментальную музыку.

## Биография
Янни Хрисомаллис родился в 1954 году в городе Каламата, Греция. В 14 лет он бьет национальный рекорд страны по плаванию вольным стилем, мечтает стать олимпийским чемпионом и не помышляет о музыкальной карьере. В 18 лет уезжает на учёбу в университет Миннесоты в США, где знакомится с университетской рок-группой Chameleon и увлекается музыкой. После окончания учёбы (бакалавр по специальности психология) остается играть в группе на клавишных инструментах. Будучи музыкантом-самоучкой и не умея читать ноты, разрабатывает собственную систему ритма и нотной грамоты, по которой безупречно исполняет и сочиняет свою музыку.
Янни ищет свой стиль, экспериментирует, играя рок и джаз. Ему удаётся неплохо аранжировать, порой заставляя звучать посредственные композиции весьма ярко. Музыкант углубляется в эксперименты с синтезаторным звуком. Немного времени понадобилось, чтобы заявить о себе как о студийном музыканте, ярком композиторе и продюсере.
Впечатляющий успех приходит к Янни сразу после выхода первого самостоятельного альбома «Optimystique» (1984). Его творчество заинтересовало компанию Private Music, которая в 1986 г. издала альбом «Keys to Imagination». С той поры музыкант становится одной из наиболее заметных фигур в мире современной инструментальной музыки.
Следующий альбом 1987 года «Out of Silence» получился более романтичным и мягким, но по-прежнему остались экспрессия и безукоризненные аранжировки.
В 1988 году Янни позволяет себе немного отойти от найденного стиля и делает ремиксы лучших композиций, сочиненных вместе с группой Chameleon. Альбом так и называется «Chameleon Days». Музыка этого альбома напоминает музыку советских вокально-инструментальных ансамблей 80-х.
В следующем году Янни находит свой новый стиль, выпуская альбом «Niki Nana», соединив в музыке все лучшее из ранних альбомов и новый более уверенный размеренный ритм, чем завоевывает всё новых и новых поклонников. Нельзя не упомянуть, что восхождению музыканта к славе способствовала романтическая связь в начале 90-х годов с актрисой Линдой Эванс, которая обеспечила эфиры о нём в известных программах, таких как «Жизненный стиль богатых и знаменитых», а также появление в дневных ток-шоу на ТВ-каналах.
В 1990 году выходит сборник «Reflections of Passion» с новым взглядом на старые композиции, он включает в себя все лучшие баллады из предыдущих альбомов. «Этот альбом представляет страсти моей жизни за прошедшие десять лет. Он является выражением любви к людям, а также к определенным вдохновенным местам, которые я никогда не смогу забыть», — пишет Янни об этом альбоме. Он посвящён Петеру Бауману — продюсеру этого альбома, музыканту легендарной группы Tangerine Dream, а также основателю студии Private Music. Очередной альбом «In Celebration of Life» (1991) остается незамеченным массовым слушателем. Успех сборника «Reflections of Passion» диктует его повторный выпуск в 1992 году в новом качестве со слегка изменёнными аранжировками и несколькими новыми композициями.
В этом же году выходит ещё один альбом «Dare to Dream», который сразу попадает в чарты Billboard и имеет огромный успех.
Следующий альбом выходит в 1993 году — «In My Time». В нём Янни отказался от электронного звука и сыграл все на фортепиано вместе со струнными инструментами. Одна из композиций альбома была удостоена самой престижной премии в музыкальном мире — «Грэмми» за лучшую инструментальную композицию года. Альбом удостоился трехлетнего пребывания в общих чартах Billboard и был назван альбомом года в разделе нью-эйдж.
В ноябре 1993 года Янни дает концерт на своей родине, в стенах древнего Акрополя в Афинах, вместе с Лондонским королевским филармоническим оркестром. Для него он специально переписывает многие композиции и облекает их в симфоническую форму. Только на видео концерт расходится тиражом 5 миллионов экземпляров и обходит все крупные телеканалы мира. Общий же тираж всех альбомов на данный момент превышает 12 миллионов.
Теперь уже гражданин США, Янни говорит: «С тех пор как я покинул Грецию, более 20 лет назад, я мечтал вернуться и выступить в Акрополе. Этот концерт был одним из самых захватывающих моментов в моей жизни, это было первый раз, когда я „вживую“ сыграл в Греции». Янни дает концерты в самых престижных залах мира, таких как «Королевский Альберт Холл» в Лондоне и «Auditorio Nacional» в Мехико, он объезжает почти все европейские столицы, и везде его ждет успех. В Мексике Янни был первым музыкантом, кому удалось собрать аудиторию 50 тысяч человек. Он выпускает несколько сборников и создает две звуковые дорожки к фильмам «I Love You Perfect» (1995), где играет свои старые композиции и обрабатывает Моцарта, во втором, «The Heart of Midnight», он развивает в медитативном стиле одну тему. Кроме оригинальных телевизионных, коммерческих и кинофонограмм, музыка Янни широко использовалась в таких программах, как «Мир спорта», в репортажах с Олимпийских игр.
В 1997-98 годах Янни совершает гастрольный тур по всему миру и выпускает абсолютно новый концертный альбом «Tribute» (1997), который был сыгран и записан в стенах Тадж-Махала, Индия, и в императорском дворце в Запретном городе в Китае, куда доступ иностранцам долгое время был запрещен. Путешествие по Востоку явно отразилось на его композициях — к греческой мелодике добавились индийские, арабские и японские мотивы, и в Папуа-Новой Гвинее, где Янни давал концерт, к нему присоединился местный музыкант.
Несмотря на то, что в творчестве Янни бывают перерывы в несколько лет, он является одним из самых популярных представителей инструментальной музыки в мире, а его альбомы стабильно входят в двадцатку европейских хит-парадов.
Далее «If I Could Tell You» (2000), затем «Ethnicity» (2003). Янни начинает амбициозное турне в марте 2003-го. За месяц до начала гастрольного тура выходит его автобиография Yanni In Words при участии фирмы Miramax Books, в которой повествуется жизнь известного музыканта от его детства в Греции и студенческой жизни в Миннесоте до международного успеха на поприще музыки. В книгу включена история 9-летних отношений Янни с актрисой Линдой Эванс.
16 сентября 2006 г. состоялась премьера музыкального видео Yanni Live! The Concert Event! В ноябре 2008 — возвращение Янни с новым проектом «Yanni Voices» в сотрудничестве с продюсером Риком Вэйком, презентация и видео запись для DVD релиза которого состоялась в г. Акапулько (Мексика).
24 марта 2009 г. — релиз CD & DVD Yanni Voices.
2010 г. — Yanni Mexicanisimo — альбом, посвящённый мексиканской культуре. За основу музыкальных композиций взяты мексиканские мотивы, как старинные, так и современные.
2011 г. — Truth of Touch — новый альбом с инструментальными композициями.

## Оркестр
Оркестр имеет многонациональный состав: Хрисомаллис Янни (клавиши) — Греция, Мин Фриман (клавиши) — Тайвань, Чарли Адамс (ударные) — США, Джоель Дель Соль (перкуссия) — Куба, Бенедикт Брайдерн (скрипка) — Германия, Мэри Симпсон (скрипка) — США, Самвел Ервинян (скрипка) — Армения, Джейсон Кардер (труба) — США, Джеймс Мэттос (валторны) — США, Дана Тебоие (тромбон) — США, Виктор Эспинола (арфа, вокал) — Парагвай, Лорен Йеленкович (вокал) — США, Лиза Лави (вокал) — Канада, Сара О'Брайан (виолончель) — Англия, Сайака Катсуки (Скрипка) — Япония, Александр Жиров (виолончель) — Россия, Гэбриэл Вивас (бас-гитара) — Венесуэла.

## Дискография

### Альбомы
- 1984 — Optimystique
- 1986 — Keys to Imagination
- 1987 — Out of Silence
- 1988 — Chameleon Days
- 1989 — Niki Nana
- 1990 — Reflections of Passion
- 1991 — In Celebration of Life
- 1992 — Dare to Dream
- 1993 — In My Time
- 1994 — Live at the Acropolis [а также на DVD]
- 1997 — Tribute [а также на DVD]
- 2000 — If I Could Tell You
- 2002 — Amorous Feelings [а также на DVD]
- 2003 — Ethnicity
- 2006 — Yanni Live. The Concert Event [а также на DVD]
- 2009 — Yanni Voices and Yanni Voces [а также на DVD-9]
- 2010 — Yanni Mexicanisimo
- 2011 — Truth of Touch
- 2012 — Live at El Morro, Puerto Rico [а также на DVD]
- 2014 — Inspirato
- 2016 — Sensuous Chill

### Сборники
- 1990 — Reflections of Passion
- 1992 — Romantic Moments
- 1997 — In the Mirror
- 1997 — Devotion: The Best of Yanni
- 1997 — Port of Mystery
- 1997 — Nightbird
- 1998 — Forbidden Dreams: Encore Collection, Vol.2
- 1999 — Winter Light
- 1999 — Greatest Hits
- 1999 — Love Songs
- 1999 — Private Years
- 1999 — The Endless Dream
- 2010 — The Inspirational Journey

### Саундтреки
- 1995 — I Love You Perfect
- 1988 — Краденое небо / Steal the Sky
- 1989 — Heart of Midnight

### Синглы
- 1988 — «Swept Away»